# آرثر لوميس سانبورن
آرثر لوميس سانبورن (بالإنجليزية: Arthur Loomis Sanborn)‏ هو قاضي ومحامي أمريكي، ولد في 17 نوفمبر 1850 في Brasher Falls–Winthrop, New York ‏ في الولايات المتحدة، وتوفي في 18 أكتوبر 1920.